# تپه میلگه برزه ۲
تپه میلگه برزه ۲ مربوط به دوره اشکانیان است و در شهرستان اسلام‌آباد غرب، بخش مرکزی، دهستان حومه شمالی، ۲ کیلومتری جنوب شرقی روستای سیمانی علیا واقع شده و این اثر در تاریخ ۲۶ اسفند ۱۳۸۷ با شمارهٔ ثبت ۲۵۵۶۳ به‌عنوان یکی از آثار ملی ایران به ثبت رسیده است.